# I'Max
I'Max é uma desenvolvedora de jogos eletrônicos japonesa. A sua lista de jogos é relativamente escassa, já que os únicos jogos listados pela IGN são Insmouse no Yakata para o console portátil Virtual Boy e Dual Orb II para o Super Nintendo Entertainment System.